# Paul Magès
Paul Ernest Mary Magès (né le 9 mars 1908 à Aussois en Savoie et décédé le 22 septembre 1999 à Garches dans les Hauts-de-Seine) est un inventeur français célèbre pour avoir conçu la première suspension automobile à mise à niveau automatique, appelée suspension hydropneumatique. Ce système a remplacé les suspensions automobiles traditionnelles équipées d'un ressort en acier par un système adaptatif de jambes de force hydrauliques, offrant une expérience de conduite qui ne ressemblait à aucune autre automobile de cette époque,.  
Cette suspension a atteint son objectif initial de conception, à savoir un déplacement rapide sur des surfaces de chaussée médiocres. Cet avantage est encore remarqué aujourd'hui, en particulier dans les applications où la qualité de conduite est importante, comme pour la conception des ambulances.

## Biographie
Sa formation scolaire était modeste, il n'avait obtenu que son Brevet d'études du premier cycle, cours préparatoire à l'Académie des arts et métiers de Marseille. À 17 ans, il envoya son curriculum vitae à Citroën, où il fut embauché pour entretenir ses équipements. En 1936, il devient dessinateur technique, et en janvier 1942, le directeur général Pierre-Jules Boulanger l'assigne au service du développement, pour résoudre les problèmes dans le développement des systèmes de freinage et de suspension (y compris pour la Citroën 2CV). 
Magès a étudié le matériel publié sur les suspensions automobiles. Il était déconcerté par l'idée reçue voulant qu'un système de suspension souple soit incompatible avec une bonne maniabilité. On lui a confié la tâche de produire une voiture présentant ces deux qualités. Il s'est rendu compte que la solution devait être située dans une suspension variable, très flexible à basse vitesse et rigide à grande vitesse. 
Ce questionnement a conduit à l'expérimentation et au développement éventuel d'un système de suspension hydropneumatique, qui combine un gaz facilement compressible dans une chambre fermée, combiné aux propriétés de multiplication de force non compressibles des machines hydrauliques. Plus la charge est lourde, plus la pression du gaz est élevée, de sorte que la suspension devient plus rigide. Magès a finalement conclu que le fluide hydraulique sous pression fourni par un accessoire entraîné par un moteur, une pompe hydraulique, était le meilleur moyen d'obtenir le résultat souhaité. 
Magès n'aurait peut-être jamais pu résoudre ce problème s'il avait eu une meilleure formation technique. Marcel Pagnol, le dramaturge français, a déclaré : « Tout le monde pensait que c'était impossible, sauf un idiot qui ne savait pas et qui l'a créé. ». Magès a gardé une copie de cette déclaration sur son bureau. 
Magès a également mis au point la direction assistée sensible à la vitesse DIRAVI, utilisée pour la première fois sur la Citroën SM de 1970. 
De nombreux véhicules actuels utilisent une suspension pneumatique pour obtenir certains des avantages de la suspension hydropneumatique, avec une complexité légèrement moindre, et utilisent les nouveaux développements de l'électronique pour obtenir une direction assistée sensible à la vitesse. 

## Postérité
La Citroën DS de 1955, développée autour des innovations techniques de Magès, se classa au troisième rang du concours Car of the Century de 1999, derrière la Ford Model T et la Mini.